# Джак Уайт
Джак Уайт (на английски: Jack White), псевдоним на Джон Ентъни Гилис, е американски музикант, продуцент и от време на време актьор. Най-широкото му признание идва като фронтмен на бандата Уайт Страйпс, въпреки че той е участвал и в други банди, както и в комбинация с други отделни музиканти. На 24 април 2012 г. издава дебютния си солов албум Blunderbuss, който се радва на критическо приветствие. Вторият му албум, Lazaretto, вижда бял свят на 10 юни 2014 г.
След като е на барабани няколко години и извън работно време с разнородни банди, той основава Уайт Страйпс през 1997 със съгражданката си от Детройт Мег Уайт. След изява през 2001 г. в Лондон, те получават признание в Обединеното кралство, което се разширява в глобален аспект. Така те получават възможност да си сътрудничат с други прославени творци като Лорета Лин и идола му Боб Дилън. През 2006 г. става основател на рок групата Раконтурс, а през 2009 г. има участие във формирането и свиренето на барабани с третата поред комерсиално успешна група Дед Уедър.
Уайт е възнаграден с критически и масов успех, и е смятан за една от водещите фигури в течението за възраждане на гаражния рок от началото на 21 век. Той получава 8 награди Грами, а двата му албума стигат до номер едно в класациите на Билборд. Ролинг Стоун го намества на 70-о място на списъка „100-те най-велики китаристи на всички времена“. Дейвид Фрик го го нарежда под номер 17 в списъка си от 2011 г. Уайт е притежател на завидна колекция от китари и други инструменти, и показва предпочитание към старовремски артикули, които често се свързват с други известни блус музиканти. Той е горещ адвокат на аналоговите технологии и звукозаписни техники, и е член на Борда на Националната фондация за звукозаписно съхранение към Библиотеката на Конгреса. Неговото студио (което приютява компанията му Търд Мен Рекърдс) издава винилови обработки на работата му, както и тази на други муиканти и ученици, които идват на посещение. Неговият последен албум държи рекорда за най-големи винилови продажби за първата седмица след издаването им, рекорд от 1991 година насам.
Уайт цени личното си пространство и има случаи, когато създава заблуди относно личния си живот. Наричат го „екцентрик“. Той се жени и развежда два пъти – веднъж за колежката от Уайт Страйп, Мег Уайт, а по-късно за манекенката (и майка на децата му) Керън Елсън. Има дъщеря (Скарлет) и син (Хенри). След негативни преживявания с други детройтски музиканти, той напуска родния си град през 2006 г. Жител на град Нашвил в щата Тенеси.

## Биография
Роден е в Детройт, щата Мичиган, като личност с името Джон Ентъни Гилис. Той е най-малкото и седмо подред, от общо 10, на Тереза (Бандик) и Горман Ем. Гилис. Майка ѝ е от Полша, а баща му има шотландски и канадски корени. Той израства с католическо възпитание, а родителите му работят в Архидиоцеза на Детройт на длъжност надзорник по архитектурната поддръжка и секретарка в
кабинета на Кардинала. Гилис в крайна сметка става олтарен помощник, което му носи роля във филма от 1987 г. The Rosary Murders. Той е заснет предимно в енорията Холи Ридиймър в Югозападен Детройт.
Ранните музикални влияния са привзети от братята му, и той се научава да свири на инструменти, които те са изоставили. Захваща се с барабаните, когато е на 6, след като намира комплект в таванската стаичка. Като дете се запалва по класическата музика, но в началното училище започва да слуша Дорс, Пинк Флойд и Лед Цепелин. Като тийнейджър „с къса коса и шини“, Гилис започва да се увлича по блуса и по рока от 60-те, което после ще намери отражение в работата му с Уайт Страйпс. Неговите предпочитани блус музиканти са Сън Хаус и Блайнд Уили Мактел, както и други. Той казва в много интервюта, че Grinnin' In Your Face е любимата му песен за всички времена.
През 2005 г. в предаването 60 минути той казва на Майк Уолъс, че животът му е можело да се преобърне по друг начин. „Тъкмо бях приет в една семинария в Уисконсин, и щях да ставам свещеник, но в последния миг размислих – 'Просто ще отида в публично училище'. Току-що си бях взел нов усилвател за спалнята, и не мислех, че ще мога да го взема със себе си“. Вместо това, той се записва в техникума Кас Текникъл Хай Скул със специализация бизнес. Там свири на барабани и тромбон. На 15 години, Гилис започва чиракуване в изработването на дамаски при един семеен приятел, Брайън Мълдун. Той посочва, че Мълдун му представя пънк музиката, докато работят заедно в дюкяна. Мълдун приканя младия си чирак да сформира група: „Той свири на барабани“, казва Гилис. „Ами, тогава май ще засвиря на китара“. Двамата записват албума Makers of High Grade Suites като Ъпхолстерърс.